# Księga tysiąca i jednej nocy

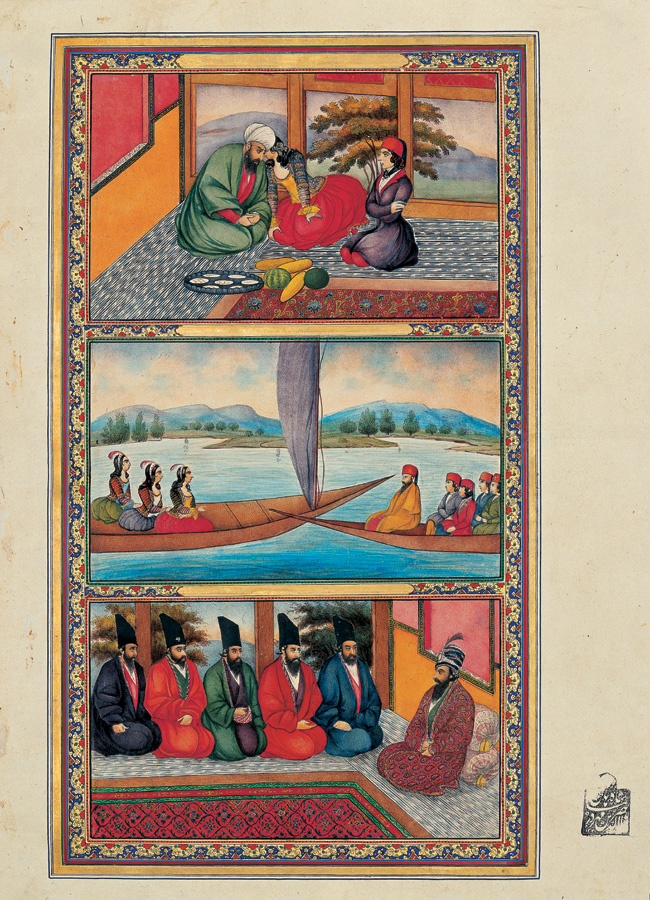
Ilustracja jednej z baśni

Księga tysiąca i jednej nocy (znana również jako Baśnie z tysiąca i jednej nocy lub Tysiąc i jedna noc, oryg. arab. كتاب ألف ليلة وليلة Kitāb 'alf layla wa-layla; pers. هزار و یک شب Hezār-o yek šab) – zbiór około 300 baśni, podań, legend, anegdot i opowieści zamkniętych w kompozycyjną ramę legendy o sułtanie Szachrijarze i jego żonie Szeherezadzie, z głównym wątkiem narracyjnym Szeherezady. Pochodzą z IX–X w. i są zaliczane do arcydzieł literatury światowej.
Księga tysiąca i jednej nocy opiera się na dawnych opowieściach arabskich, legendach staroindyjskich, epopejach perskich, starożytnych przypowieściach babilońsko-asyryjskich. Zostały spisane w języku średnioarabskim – pochodzącym z fazy przejściowej z czystego języka literackiego (arab. fusha) do języka potocznego (arab. lahdża). Baśnie te są również odbiciem wyobrażeń ludzi prostych na temat życia sfer wyższych, stąd naiwne opinie i opisy, pełne przesady, np. co do sutości posiłków.
Utwory z tej pozycji są też niekiedy zaliczane do nowel.

## Pochodzenie

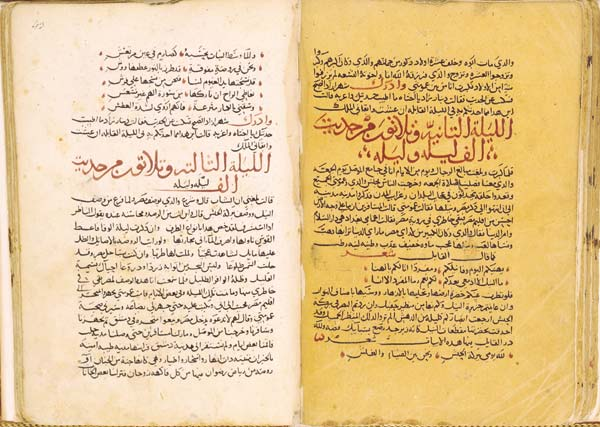
Arabski manuskrypt z XIV w.

W literaturze irańskiej znano Hezar Efsane (Tysiąc opowieści), zbiór indyjsko-perskich opowieści. Po zajęciu Iranu przez muzułmanów zbiór przeszedł ewolucję i w połowie X wieku był znany jako Tysiąc nocy. Nie wiadomo, ile opowieści liczył ten zbiór, jednak już w tym czasie łączyła je osoba Szeherezady.
Najstarsza arabska wersja Księgi tysiąca i jednej nocy powstała zapewne w Bagdadzie na przełomie IX i X wieku. Najpóźniej w połowie XII wieku zbiór ten został przeniesiony do Egiptu, gdzie uległ dalszym przemianom, zyskując ostateczną formę w XV wieku.

## Wątek Szeherezady
Legenda, przedstawiona w prologu jako Opowieść o królu Szahrijarze i królowej Szeherezadzie, opowiada o okrutnym sułtanie, który przekonany o niewierności kobiet, po nocy poślubnej pozbawiał życia każdą ze swych żon. Losu poprzedniczek uniknęła Szeherezada, która przez 1001 nocy opowiadała sułtanowi wymyślone przez siebie historie, nie kończąc ich nad ranem. Sułtan, powodowany ciekawością, co dzień odkładał wykonanie wyroku. W końcu zrezygnował z tego zamiaru, a Szeherezada na zawsze pozostała jego jedyną małżonką.
Autentyczność postaci Szeherezady jest raczej wątpliwa, na ogół przyjmuje się, że Baśnie z tysiąca i jednej nocy są anonimowym zapisem ludowej literatury perskiej.

## Przekłady i opracowania
W Europie pierwszy spopularyzował je Antoine Galland; jego przekład na język francuski ukazał się w 12 tomach w 1704–1717. Czytywała go polska arystokracja, wykorzystał również pijar Łukasz Sokołowski, tworząc w latach 1767–1769 pierwszą polską wersję dzieła (również w dwunastu tomach) pt. Awantury arabskie lub Tysiąc nocy i jedna. W krajach anglosaskich przyjął się tytuł Arabian Nights (Arabskie noce).
Opracowywaniem Baśni z 1001 nocy zajmowali się m.in. Franciszek Bohomolec, Wacław Sieroszewski, Bolesław Leśmian, Kornel Makuszyński.
Dla dzieci opracowano wersję skróconą, fragmentaryczną, gdyż oryginalne teksty przesycone są erotyzmem i okrucieństwem. Ukazują ponadto szeroką panoramę życia, obyczajów, historii, kultury i filozofii Wschodu. Brak tłumaczenia całości był powodem zaliczania Baśni do literatury dziecięcej i młodzieżowej.
.

## Najbardziej popularne fragmenty
Do najbardziej znanych opowieści z Baśni z tysiąca i jednej nocy należą: Ali Baba i czterdziestu rozbójników, O kalifie Omarze i młodym Beduinie, Zaczarowana studnia, Sindbad Żeglarz, Ślepy Abdallah, Azem i królowa duchów, Cudowna lampa Aladyna, Książę Ahmed i wieszczka Pari Banu.
Trzeba jednak zaznaczyć, że wbrew obiegowej opinii, ani baśń o Ali Babie, ani baśń o Aladynie nie były włączone w skład oryginalnego wydania kairskiego. Co więcej, są to raczej opowieści dla dzieci, podczas gdy większość Baśni z tysiąca i jednej nocy to raczej historie opowiadane ku rozrywce dworzan i dam haremowych.

## Księgajako źródło inspiracji

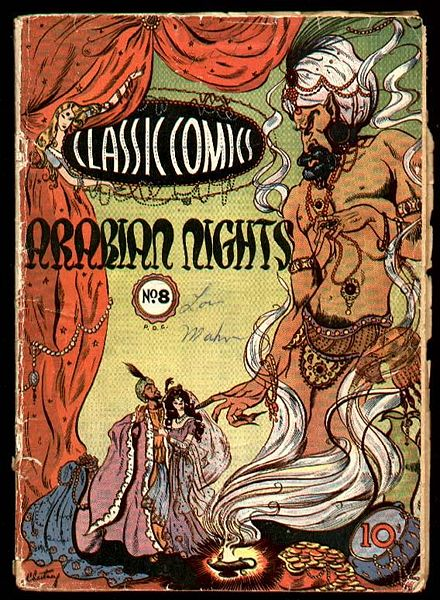
Komiks na motywach baśni tysiąca i jednej nocy

Niektóre postaci, np. Szeherezada, Ali Baba, Aladyn, Sindbad Żeglarz, zyskały w Europie ogromną popularność, stając się bohaterami utworów literackich i muzycznych, sztuk teatralnych, filmów fabularnych i kreskówek.
Księga tysiąca i jednej nocy była źródłem inspiracji dla Hansa Christiana Andersena w Latającym kufrze, a także dla Bolesława Leśmiana (Klechdy sezamowe, Przygody Sindbada Żeglarza), fascynację orientalnym światem baśni dostrzec można też w balladach poety.
Postać Szeherezady była inspiracją dla wielkich kompozytorów, do kanonu literatury muzycznej weszły: Szeherezada Nikołaja Rimskiego-Korsakowa, Szeherezada Maurice’a Ravela, Szeherezada z cyklu Maski op.34 Karola Szymanowskiego. Na legendzie o Szeherezadzie oparta jest także suita brytyjskiej grupy Renaissance pt. Song Of Scheherazade.
Na elementach częściowo zapożyczonych z Baśni z tysiąca i jednej nocy oparta została opera Reyera, Statua (1861).
Księga tysiąca i jednej nocy stała się inspiracją dla piosenek Jacka Kaczmarskiego: Wyznanie kalifa, czyli o mocy baśni oraz Mucha w szklance lemoniady.
Postacie w niej występujące są pierwowzorami głównych postaci mangi i anime Magi – The Labyrinth of Magic autorstwa Shinobu Ootaka.
Na motywie Szeherezady opiera się również książka Martine Leavitt – „Keturah and Death”.
Motyw ten wykorzystała Marie Rutkoski jako legendę w drugiej części swojej trylogii „Niezwyciężona” pt. „Zdrada”.